# 卡爾·馮·奧西茨基

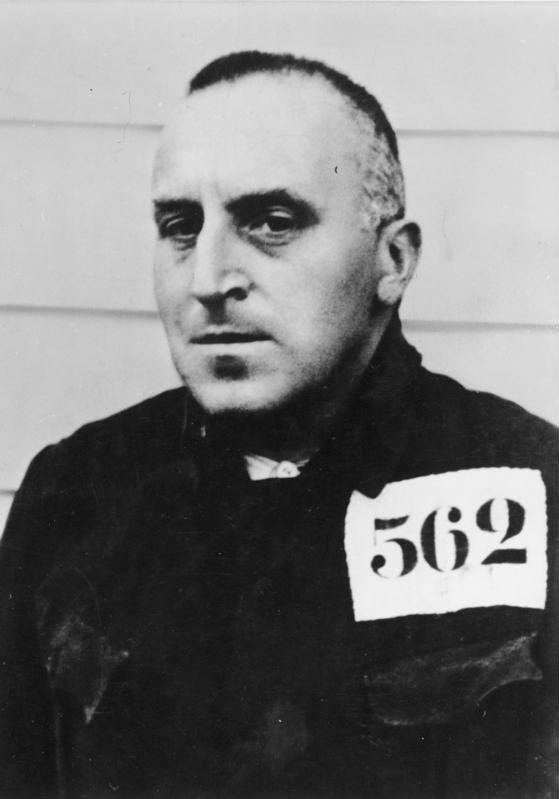
卡尔·冯·奥西茨基于1934年在Esterwegen集中营

卡爾·馮·奧西茨基（德語：Carl von Ossietzky；1889年10月3日—1938年5月4日；又译：奥西埃茨基、奥西耶茨基、奥西斯基）是一位魏玛和纳粹时期德国的记者、作家、和平主义者，他于1933年被纳粹德国囚禁于集中营，1936年獲得1935年度的諾貝爾和平獎。

## 生平
1889年10月3日卡尔·冯·奥西茨基出生于汉堡。退出了中学后，他成为了一名记者和和平主义活动者。
1916年6月，奥西茨基被强制征召服兵役，经历了战争，奥西茨基认为做一个和平主义者和做民主主义者同样重要。之后，奥西茨基回到汉堡，在德国各地发表演说，试图以他的和平主义理论，去影响德国人民和舆论，因此他成为了一名反战和反法西斯的和平主义者和自由主义知识分子。　
1931年1月20日，奥西茨基在《世界舞台》上发表了针对希特勒的政论文章，希望唤醒国民对法西斯的警惕，不要支持纳粹，文章中提到：“一个民族到底要在精神上沦落到何种程度，才能在这个无赖身上看出一个领袖的模子，看到令人追随的人格魅力？”
同年，他发表了德国重新组建空军，在苏联利佩茨克战斗机飞行员学校训练飞行员，可能违反了《凡尔赛条约》的报道。据此，他被判处高度叛国罪，并于1932年5月10日开始服刑，12月22日提前释放。

### 二度被關與獲獎
1933年德國政壇大變，希特勒上台。2月28日，国会纵火案的第二天，他作为和平和民主运动者被德国逮捕。先后囚禁于科斯琴附近的桑博格、奥尔登堡附近的伊斯特維根等集中營并遭到酷刑。
奥西茨基於1936年獲得1935年度的諾貝爾和平獎，成为第一位在监狱里獲諾貝爾獎的人。此外挪威諾貝爾委員會评选奥西茨基为当年諾貝爾和平獎得主时，纳粹德国与受德国牵制的挪威产生了很大的争议，挪威国王哈康七世拒绝参加和平奖的相关典礼。挪威保守派报刊《晚郵報》甚至批评奥西茨基是攻击了自己国家的罪犯。但奥西茨基获得诺贝尔奖对德国法西斯政府构成了沉重打击，因此纳粹当局及盖世太保禁止奥西茨基本人前往奥斯陆领奖。希特勒为此颁布一项法令，禁止德国人领取诺贝尔奖，他认为和平奖颁发给奥西埃茨基是对他的侮辱。
1936年5月，奥西茨基因肺结核，在盖世太保监视下被转送到柏林夏洛滕堡的一家医院治疗。1936年11月7日，奥西茨基被官方释放，并送往西區的一家医院，当月23日，諾貝爾委員會來到奥西茨基的住处给獲得自由身的他授奖。
1938年5月4日，奥西茨基因肺结核遭受的磨难病重後，去世于柏林潘科的一家医院。

## 身后

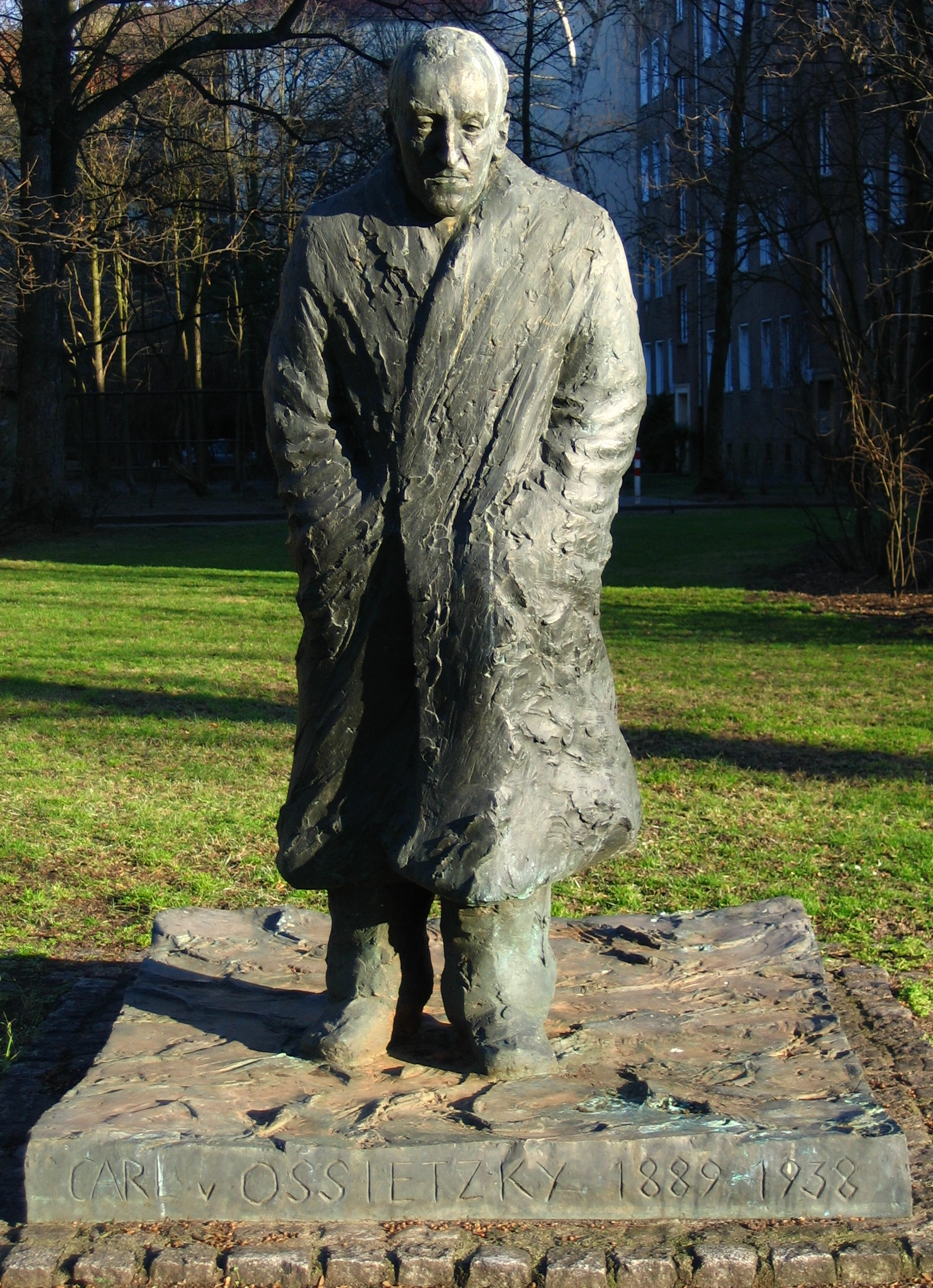
柏林街头奧西茨基的塑像

因为奥西茨基，希特勒于1937年颁布法令，禁止任何德国人领取诺贝尔奖，并设立了德国国家艺术与科学奖取而代之。1939年，瑞典议会一名议员讽刺性地提名希特勒为诺贝尔和平奖候选人，并以此抵制实行绥靖政策的英国首相内维尔·张伯伦的提名。
1980年代，一些律师就1931年的案件（不含之后希特勒政府的迫害）发起了重审的尝试。奧西茨基的女儿罗莎琳德·冯·奥西茨基-帕尔姆于1990年要求重审1931年案件。1992年德国联邦法院裁定，根据1931年當年德意志帝國最高法院的法律及其观点，奥西茨基的叛国罪名成立。

## 荣誉
除了其生前所获诺贝尔和平奖之外，国际人权联盟的卡尔·冯·奥西茨基奖、卡尔·冯·奥西茨基当代历史和政治奖 、国家和汉堡大学图书馆以及1991年发现的小行星7584 Ossietzky均以奥西茨基命名。奥尔登堡大学也于1991年改名为「奥尔登堡卡尔·冯·奥西茨基大学」（Carl von Ossietzky Universität Oldenburg），奥西茨基的女儿成为了此大学的荣誉成员。